# Lauterer SV Viktoria
Lauterer SV Viktoria  is een Duitse voetbalclub uit Lauter, Saksen.

## Geschiedenis
De club werd in 1913 opgericht als FC Viktoria 1913 Lauter. De club was aangesloten bij de Midden-Duitse voetbalbond en speelde vanaf begin jaren twintig in het kampioenschap het Ertsgebergte, dat sinds 1919 fungeerde als tweede klasse van de Kreisliga Mittelsachsen. In 1923 werd de competitie als Gauliga heropgewaardeerd als hoogste klasse.  
De club won voor het eerst de titel in 1925 en domineerde ook de volgende seizoenen de competitie. Door de titel plaatste de club zich voor de Midden-Duitse eindronde, waar de club meteen met 8:1 verloor van SVgg Meerane 07. Het volgende seizoen werd de club door VfL Zwickau verslagen en in 1926/27 door Dresdner SC met 10:0. Het volgende seizoen moest de club BC Olympia Grünhain naast zich dulden in de reguliere competitie. Er volgde een testwedstrijd die met 3:4 verloren werd. Ook het volgende seizoen werd de titel beslecht via een testwedstrijd, maar deze keer trok de club aan het langste eind, tegen FC Tanne Thalheim. In de eindronde kreeg de club echter een 2:9 aangesmeerd van Planitzer SC. Ook het volgende seizoen werd de club al in de eerste ronde uitgeschakeld, door SpVgg 06 Falkenstein.
In 1933 werd de competitie geherstructureerd. De Midden-Duitse bond werd ontbonden en de vele competities werden vervangen door de Gauliga Mitte en Gauliga Sachsen. De clubs uit het Ertsgebergte werden te licht bevonden voor de Gauliga Sachsen. De competitie ging verder als 1. Kreisklasse Erzgebirge (derde klasse). Het is niet bekend of de club zich wel voor de Bezirksklasse plaatste. In het laatste seizoen van de Gauliga werd deze opgesplitst en speelde de club als SG Lauter één wedstrijd tegen Planitzer SC en verloor met 1:4. Door het nakende einde in de Tweede Wereldoorlog werd de competitie hierna gestaakt.
Na de oorlog werden alle Duitse voetbalclubs ontbonden, Viktoria Lauter werd niet meer heropgericht. In 1948 kwam er een nieuwe club, SG Lauter dat latere de naam BSG Empor Lauter aannam en twee seizoenen in de hoogste klasse speelde. In 1954 verhuisde de club naar Rostock. De spelers die achterbleven richtten Motor Lauter op dat na de Duitse hereniging de naam Lauterer SV Viktoria 1913 aannam.

## Erelijst
Kampioen Ertsgebergte
1925, 1926, 1927, 1929, 1930